# コンドーミ

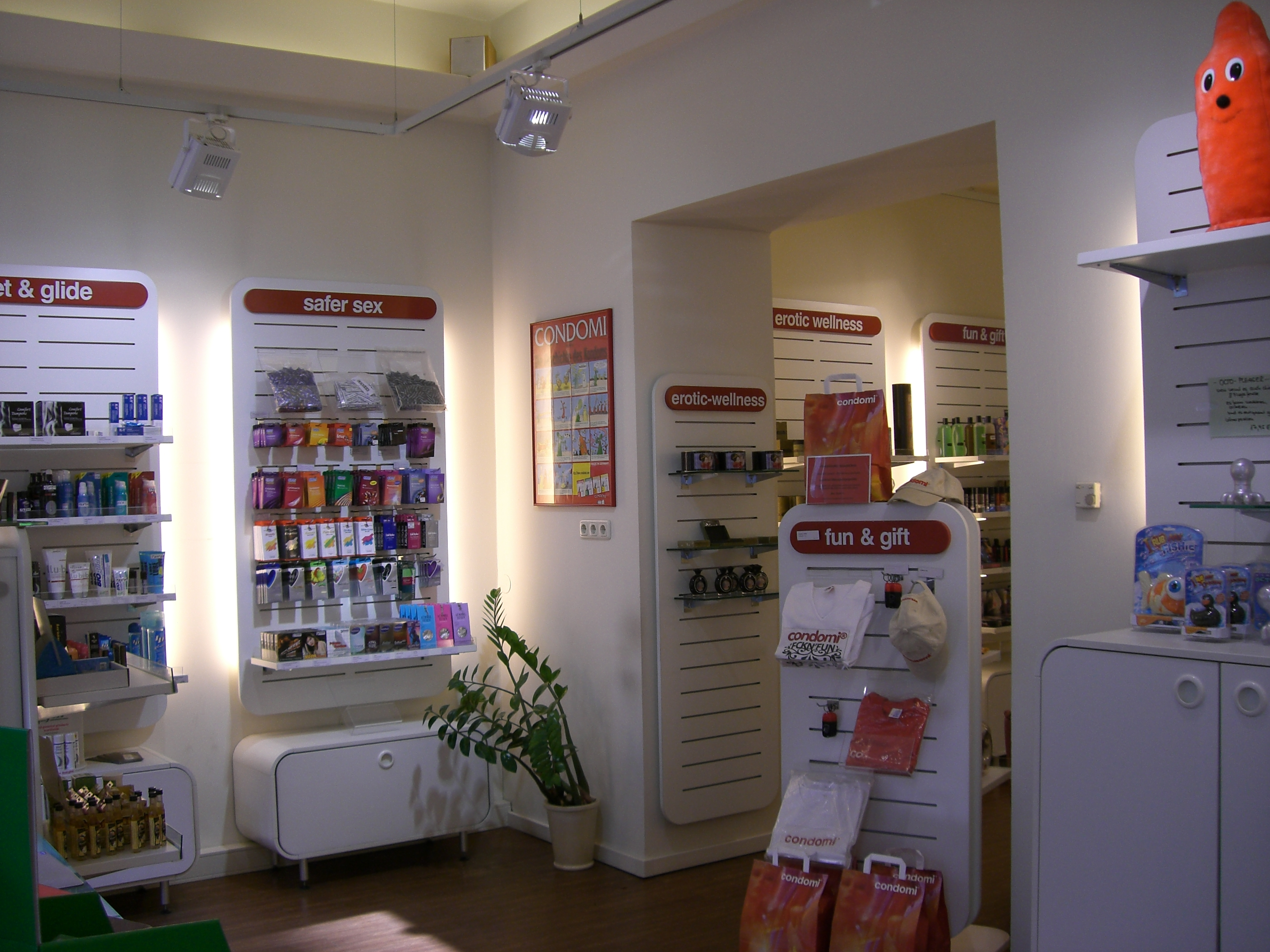
ケルンにあるコンドーミの店

コンドーミ(ドイツ語: Condomi)はドイツのケルンを拠点に販売を行っているコンドームメーカー。1988年に生産を開始して以来、長年の間ミルクタンパク質カゼインを使用しないコンドームを作り続けて来た。動物由来の成分を使用していないことより、ベジタリアンからの支持の厚い数少ないコンドーム会社の1つである。
イチゴ、チョコレート、スペアミント、ココナッツなどの匂いつきのコンドームも発売している。